# Challenge Cup 2015-2016 (pallavolo femminile)
La Challenge Cup di pallavolo femminile 2015-2016 si è svolta dal 10 novembre 2015 al 3 aprile 2016: al torneo hanno partecipato quarantasei squadre di club europee e la vittoria finale è andata per la prima volta al Clubul Sportiv Municipal București.

## Regolamento
Le squadre hanno disputato un secondo turno, sedicesimi di finale (a cui si sono aggiunte sedici squadre provenienti dalla Coppa CEV 2015-16), ottavi di finale, quarti di finale, semifinali e finale, tutte giocate con gare di andata e ritorno (nel caso in cui la partita di andata termini con il punteggio di 3-0 o 3-1 e quella di ritorno indifferentemente con il punteggio di 3-0 o 3-1 oppure entrambe le partite terminino con il punteggio di 3-2 viene disputato un golden set).

## Squadre partecipanti
| - Graz - Schwechat Post - Ti-Volley Innsbruck - Asteríx Kieldrecht - Dauphines Charleroi - Hermes Oostende - Minčanka - Jedinstvo Brčko - Apollōn Limassol - HAOK Mladost - Poreč - Kohila | - HPK Naiset - Woman - Béziers - Nantes - Saint-Cloud Paris SF - Vilsbiburg - Wiesbaden - AEK Atene - Olympiakos - Pannaxiakos - Hapoël Kfar Saba - Maccabi Haifa | - Skënderaj - RSR Walfer - Stod - Eurosped - Sliedrecht - Sneek - Famalicão - Královo Pole - Olomouc - CSM Bucarest - Târgoviște - Zareč'e Odincovo | - Jedinstvo Stara Pazova - Logroño - Franches-Montagnes - Neuchâtel - Sm'Aesch Pfeffingen - Bursa BB - İdman Ocağı - Gödöllõ - Nyíregyháza - Vasas |

## Torneo

### Secondo turno

#### Andata
| - Durata: 0 - Spettatori: 0                                                                     | Bursa BB               | -     | -                   | -                                 |
| 12 novembre 2015 Dom odbojke Bojan Stranić, Zagabria Durata: 1h:15 - Spettatori: 300            | HAOK Mladost           | 3 - 0 | Gödöllõ             | 25-21, 25-15, 25-19               |
| 10 novembre 2015 Hall Omnisport New, Walferdange Durata: 1h:57 - Spettatori: 700                | RSR Walfer             | 1 - 3 | Ti-Volley Innsbruck | 25-23, 14-25, 14-25, 31-33        |
| 11 novembre 2015 Sporthal de Stoep, Sliedrecht Durata: 1h:49 - Spettatori: 1 100                | Sliedrecht             | 1 - 3 | Asteríx Kieldrecht  | 25-23, 24-26, 13-25, 21-25        |
| 11 novembre 2015 Elite & Performance Sport Hall, Bucarest Durata: 1h:39 - Spettatori: 400       | CSM Bucarest           | 3 - 1 | Jedinstvo Brčko     | 19-25, 25-23, 25-12, 25-12        |
| 11 novembre 2015 Vasas Sportcsarnok, Budapest Durata: 1h:41 - Spettatori: 200                   | Vasas                  | 3 - 1 | Graz                | 25-9, 25-27, 25-22, 25-21         |
| 11 novembre 2015 Palace of Sports, Minsk Durata: 2h:06 - Spettatori: 1 200                      | Minčanka               | 3 - 2 | AEK Atene           | 27-25, 21-25, 17-25, 25-20, 15-7  |
| 11 novembre 2015 Pavilhão das Lameiras, Vila Nova Durata: 1h:28 - Spettatori: 400               | Famalicão              | 0 - 3 | Vilsbiburg          | 22-25, 24-26, 22-25               |
| 10 novembre 2015 Halle du Four a Chaux, Béziers Durata: 2h:06 - Spettatori: 780                 | Béziers                | 3 - 2 | Franches-Montagnes  | 25-14, 25-21, 21-25, 21-25, 15-8  |
| 11 novembre 2015 Trabzon 19 Mayıs Spor Salonu, Trebisonda Durata: 1h:09 - Spettatori: 500       | İdman Ocağı            | 3 - 0 | Pannaxiakos         | 25-13, 25-16, 25-12               |
| 18 novembre 2015 Green Hall, Kfar Saba Durata: 1h:48 - Spettatori: 1 250                        | Hapoël Kfar Saba       | 3 - 0 | Skënderaj           | 25-14, 25-10, 25-5                |
| 11 novembre 2015 Palacio de los Deportes de La Rioja, Logroño Durata: 1h:43 - Spettatori: 1 200 | Logroño                | 2 - 3 | Sm'Aesch Pfeffingen | 18-25, 25-22, 15-25, 25-23, 11-15 |
| 11 novembre 2015 Hala Sportova, Stara Pazova Durata: - Spettatori:                              | Jedinstvo Stara Pazova | 3 - 1 | Nyíregyháza         | 25-22, 18-25, 25-21, 25-20        |
| 11 novembre 2015 Johann-Pölz-Halle, Amstetten Durata: 1h:50 - Spettatori: 60                    | Schwechat Post         | 3 - 1 | Poreč               | 26-28, 25-17, 25-23, 25-13        |
| - Durata: 0 - Spettatori: 0                                                                     | Stod                   | 0 - 3 | Woman               | 0-25, 0-25, 0-25                  |
| - Durata: 0 - Spettatori: 0                                                                     | -                      | -     | Zareč'e Odincovo    | -                                 |

#### Ritorno
| - Durata: 0 - Spettatori: 0                                                               | -                   | -     | Bursa BB               | -                                            |
| 25 novembre 2015 Szent Istvan Sporthall, Gödöllő Durata: 1h:19 - Spettatori: 150          | Gödöllõ             | 0 - 3 | HAOK Mladost           | 26-28, 15-25, 23-25                          |
| 24 novembre 2015 Universitätssporthalle, Innsbruck Durata: 1h:57 - Spettatori: 500        | Ti-Volley Innsbruck | 3 - 2 | RSR Walfer             | 25-17, 25-14, 21-25, 24-26, 15-6             |
| 25 novembre 2015 De Meerminnen, Beveren Durata: 1h:53 - Spettatori: 375                   | Asteríx Kieldrecht  | 3 - 2 | Sliedrecht             | 25-19, 16-25, 19-25, 25-16, 15-11            |
| 25 novembre 2015 Sportska Dvorana Magnet, Brčko Durata: 1h:15 - Spettatori: 550           | Jedinstvo Brčko     | 0 - 3 | CSM Bucarest           | 14-25, 22-25, 15-25                          |
| 24 novembre 2015 Bluebox, Graz Durata: 1h:26 - Spettatori: 400                            | Graz                | 0 - 3 | Vasas                  | 18-25, 25-27, 24-26                          |
| 26 novembre 2015 Municipal Hall Aexandrou, Atene Durata: 1h:35 - Spettatori: 800          | AEK Atene           | 0 - 3 | Minčanka               | 18-25, 26-28, 25-27                          |
| 25 novembre 2015 Ballsporthalle, Vilsbiburg Durata: 1h:17 - Spettatori: 1 064             | Vilsbiburg          | 3 - 0 | Famalicão              | 25-18, 25-15, 28-26                          |
| 26 novembre 2015 Centre Sportif La Blancherie, Delémont Durata: 1h:09 - Spettatori: 580   | Franches-Montagnes  | 3 - 0 | Béziers                | 25-20, 25-16, 25-10                          |
| 25 novembre 2015 DAK Dimitrios Peristerakis, Nasso Durata: 1h:26 - Spettatori: 250        | Pannaxiakos         | 0 - 3 | İdman Ocağı            | 24-26, 19-25, 17                             |
| 24 novembre 2015 Pallati i Rinisë, Pristina Durata: 1h:27 - Spettatori: 500               | Skënderaj           | 0 - 3 | Hapoël Kfar Saba       | 16-25, 21-25, 23-25                          |
| 25 novembre 2015 MZH Löhrenacker, Aesch Durata: 1h:31 - Spettatori: 920                   | Sm'Aesch Pfeffingen | 3 - 1 | Logroño                | 18-25, 25-13, 25-15, 25-15                   |
| 26 novembre 2015 Bem József Általános Iskola, Nyíregyháza Durata: 1h:31 - Spettatori: 450 | Nyíregyháza         | 1 - 3 | Jedinstvo Stara Pazova | 11-25, 26-24, 14-25, 16-25                   |
| 25 novembre 2015 SRC Veli Jože, Parenzo Durata: 1h:59 - Spettatori: 400                   | Poreč               | 3 - 1 | Schwechat Post         | 25-22, 23-25, 25-14, 25-18 Golden set: 15-11 |
| - Durata: 0 - Spettatori: 0                                                               | Woman               | 3 - 0 | Stod                   | 25-0, 25-0, 25-0                             |
| - Durata: 0 - Spettatori: 0                                                               | Zareč'e Odincovo    | -     | -                      | -                                            |

#### Squadre qualificate
| - CSM Bucarest - Vasas - Bursa BB - Franches-Montagnes - Ti-Volley Innsbruck - Hapoël Kfar Saba - Asteríx Kieldrecht - Minčanka | - Zareč'e Odincovo - Sm'Aesch Pfeffingen - Poreč - Woman - Jedinstvo Stara Pazova - İdman Ocağı - Vilsbiburg - HAOK Mladost |

### Sedicesimi di finale

#### Andata
| 8 dicembre 2015 Bursa Atatürk Spor Salonu, Bursa Durata: 1h:16 - Spettatori: 300            | Bursa BB             | 3 - 0 | Apollōn Limassol       | 25-12, 25-21, 25-17              |
| 8 dicembre 2015 Palais des Sports de Beaulieu, Nantes Durata: 1h:16 - Spettatori: 3 330     | Nantes               | 3 - 0 | HAOK Mladost           | 26-24, 25-14, 25-16              |
| 10 dicembre 2015 Halle de Sports de la Riveraine, Neuchâtel Durata: 1h:14 - Spettatori: 680 | Neuchâtel            | 3 - 0 | Ti-Volley Innsbruck    | 25-18, 25-18, 25-21              |
| 10 dicembre 2015 Romema Sports Arena, Haifa Durata: 1h:18 - Spettatori: 200                 | Maccabi Haifa        | 0 - 3 | Asteríx Kieldrecht     | 22-25, 19-25, 23-25              |
| 9 dicembre 2015 Elite & Performance Sport Hall, Bucarest Durata: 2h:14 - Spettatori: 300    | CSM Bucarest         | 3 - 2 | Královo Pole           | 25-27, 23-25, 25-23, 25-18, 15-7 |
| 8 dicembre 2015 Melina Merkourī Hall, Rentis Durata: 1h:07 - Spettatori: 270                | Olympiakos           | 3 - 0 | Vasas                  | 25-15, 25-11, 25-15              |
| 9 dicembre 2015 Sporthalle Einheit, Wiesbaden Durata: 1h:52 - Spettatori: 850               | Wiesbaden            | 2 - 3 | Minčanka               | 22-25, 25-12, 25-20, 18-25, 6-15 |
| 10 dicembre 2015 Ballsporthalle, Vilsbiburg Durata: 1h:14 - Spettatori: 848                 | Vilsbiburg           | 0 - 3 | Dauphines Charleroi    | 17-25, 26-28, 13-25              |
| 9 dicembre 2015 Mister V-Arena, Oostende Durata: 1h:19 - Spettatori: 735                    | Hermes Oostende      | 0 - 3 | Franches-Montagnes     | 21-25, 20-25, 17-25              |
| 9 dicembre 2015 Trabzon 19 Mayıs Spor Salonu, Trebisonda Durata: 1h:54 - Spettatori: 650    | İdman Ocağı          | 3 - 1 | Târgoviște             | 25-20, 25-18, 24-26, 25-23       |
| 9 dicembre 2015 Kohila Sports Centre, Kohila Durata: 1h:40 - Spettatori: 250                | Kohila               | 3 - 1 | Hapoël Kfar Saba       | 25-20, 13-25, 25-14, 26-24       |
| 9 dicembre 2015 MZH Löhrenacker, Aesch Durata: 1h:18 - Spettatori: 1 050                    | Sm'Aesch Pfeffingen  | 3 - 0 | HPK Naiset             | 25-22, 25-18, 25-21              |
| 9 dicembre 2015 Salle Marcadet, Parigi Durata: 1h:33 - Spettatori: 200                      | Saint-Cloud Paris SF | 3 - 1 | Jedinstvo Stara Pazova | 18-25, 25-10, 25-19, 25-22       |
| 9 dicembre 2015 Univerzita Palackého, Olomouc Durata: 1h:12 - Spettatori: 700               | Olomouc              | 3 - 0 | Poreč                  | 26-24, 25-18, 25-10              |
| 9 dicembre 2015 IISPA Almelo, Almelo Durata: 1h:20 - Spettatori: 400                        | Eurosped             | 3 - 0 | Woman                  | 25-16, 25-20, 25-23              |
| 8 dicembre 2015 , Durata: 1h:03 - Spettatori: 1 095                                         | Zareč'e Odincovo     | 3 - 0 | Sneek                  | 25-14, 25-12, 25-23              |

#### Ritorno
| 9 dicembre 2015 Bursa Atatürk Spor Salonu, Bursa Durata: 1h:08 - Spettatori: 300        | Apollōn Limassol       | 0 - 3 | Bursa BB             | 12-25, 16-25, 12-25                          |
| 15 dicembre 2015 Dom odbojke Bojan Stranić, Zagabria Durata: 1h:21 - Spettatori: 365    | HAOK Mladost           | 0 - 3 | Nantes               | 21-25, 20-25, 17-25                          |
| 16 dicembre 2015 Universitätssporthalle, Innsbruck Durata: 2h:06 - Spettatori: 222      | Ti-Volley Innsbruck    | 2 - 3 | Neuchâtel            | 15-25, 20-25, 25-23, 31-29, 13-15            |
| 16 dicembre 2015 De Meerminnen, Beveren Durata: 1h:19 - Spettatori: 250                 | Asteríx Kieldrecht     | 3 - 0 | Maccabi Haifa        | 25-22, 25-17, 25-23                          |
| 15 dicembre 2015 Městská Hala Vodova, Brno Durata: 1h:29 - Spettatori: 150              | Královo Pole           | 0 - 3 | CSM Bucarest         | 18-25, 21-25, 24-26                          |
| 16 dicembre 2015 Vasas Sportcsarnok, Budapest Durata: 1h:38 - Spettatori: 300           | Vasas                  | 1 - 3 | Olympiakos           | 25-22, 16-25, 17-25, 13-25                   |
| 16 dicembre 2015 Palace of Sports, Minsk Durata: 1h:47 - Spettatori: 1 850              | Minčanka               | 1 - 3 | Wiesbaden            | 18-25, 23-25, 27-25, 19-25                   |
| 17 dicembre 2015 Spiroudome, Charleroi Durata: 1h:15 - Spettatori: 450                  | Dauphines Charleroi    | 0 - 3 | Vilsbiburg           | 13-25, 18-25, 21-25 Golden set: 12-15        |
| 17 dicembre 2015 Centre Sportif La Blancherie, Delémont Durata: 1h:18 - Spettatori: 680 | Franches-Montagnes     | 3 - 0 | Hermes Oostende      | 25-19, 25-21, 25-19                          |
| 16 dicembre 2015 Sala Polivalentă, Târgoviște Durata: 1h:21 - Spettatori: 1 000         | Târgoviște             | 0 - 3 | İdman Ocağı          | 20-25, 19-25, 18-25                          |
| 17 dicembre 2015 Green Hall, Kfar Saba Durata: 1h:28 - Spettatori: 400                  | Hapoël Kfar Saba       | 3 - 0 | Kohila               | 25-19, 25-10, 25-22 Golden set: 15-8         |
| 15 dicembre 2015 Elenia Areena, Hämeenlinna Durata: 2h:15 - Spettatori: 876             | HPK Naiset             | 3 - 1 | Sm'Aesch Pfeffingen  | 25-16, 21-25, 25-19, 26-24 Golden set: 12-15 |
| 16 dicembre 2015 Hala Sportova, Stara Pazova Durata: 1h:36 - Spettatori: 950            | Jedinstvo Stara Pazova | 1 - 3 | Saint-Cloud Paris SF | 21-25, 25-17, 20-25, 16-25                   |
| 16 dicembre 2015 SRC Veli Jože, Parenzo Durata: 1h:39 - Spettatori: 200                 | Poreč                  | 0 - 3 | Olomouc              | 14-25, 18-25, 19-25                          |
| 17 dicembre 2015 Lapin Urheiluopisto, Rovaniemi Durata: 1h:51 - Spettatori: 505         | Woman                  | 2 - 3 | Eurosped             | 25-12, 26-28, 16-25, 25-20, 8-15             |
| 16 dicembre 2015 Sneker Sporthal, Sneek Durata: 1h:41 - Spettatori: 750                 | Sneek                  | 1 - 3 | Zareč'e Odincovo     | 22-25, 8-25, 33-31, 14-25                    |

#### Squadre qualificate
| - Eurosped - CSM Bucarest - Bursa BB - Franches-Montagnes - Hapoël Kfar Saba - Asteríx Kieldrecht - Nantes - Neuchâtel | - Zareč'e Odincovo - Olomouc - Saint-Cloud Paris SF - Sm'Aesch Pfeffingen - Olympiakos - İdman Ocağı - Vilsbiburg - Wiesbaden |

### Ottavi di finale

#### Andata
| 19 gennaio 2016 Bursa Atatürk Spor Salonu, Bursa Durata: 1h:54 - Spettatori: 500             | Bursa BB           | 3 - 1 | Nantes               | 22-25, 25-22, 25-12, 25-19        |
| 21 gennaio 2016 Halle de Sports de la Riveraine, Neuchâtel Durata: 1h:56 - Spettatori: 1 050 | Neuchâtel          | 2 - 3 | Asteríx Kieldrecht   | 17-25, 10-25, 25-20, 26-24, 14-16 |
| 20 gennaio 2016 Melina Merkourī Hall, Rentis Durata: 1h:19 - Spettatori: 360                 | Olympiakos         | 3 - 0 | CSM Bucarest         | 25-23, 25-16, 25-11               |
| 20 gennaio 2016 Ballsporthalle, Vilsbiburg Durata: 2h:03 - Spettatori: 759                   | Vilsbiburg         | 2 - 3 | Wiesbaden            | 23-25, 25-19, 16-25, 25-23, 14-16 |
| 21 gennaio 2016 Centre Sportif La Blancherie, Delémont Durata: 1h:12 - Spettatori: 850       | Franches-Montagnes | 0 - 3 | İdman Ocağı          | 13-25, 16-25, 22-25               |
| 21 gennaio 2016 Green Hall, Kfar Saba Durata: 2h:10 - Spettatori: 700                        | Hapoël Kfar Saba   | 2 - 3 | Sm'Aesch Pfeffingen  | 20-25, 21-25, 26-24, 25-11, 10-15 |
| 20 gennaio 2016 Univerzita Palackého, Olomouc Durata: 2h:12 - Spettatori: 850                | Olomouc            | 3 - 2 | Saint-Cloud Paris SF | 27-25, 19-25, 26-24, 19-25, 15-8  |
| 20 gennaio 2016 IISPA Almelo, Almelo Durata: 1h:10 - Spettatori: 250                         | Eurosped           | 0 - 3 | Zareč'e Odincovo     | 15-25, 22-25, 20-25               |

#### Ritorno
| 26 gennaio 2016 Palais des Sports de Beaulieu, Nantes Durata: 2h:03 - Spettatori: 3700   | Nantes               | 1 - 3 | Bursa BB           | 24-26, 26-24, 10-25, 22-25                   |
| 27 gennaio 2016 De Meerminnen, Beveren Durata: 1h:13 - Spettatori: 300                   | Asteríx Kieldrecht   | 3 - 0 | Neuchâtel          | 25-19, 25-16, 25-19                          |
| 27 gennaio 2016 Elite & Performance Sport Hall, Bucarest Durata: 2h:00 - Spettatori: 600 | CSM Bucarest         | 3 - 1 | Olympiakos         | 25-18, 25-18, 14-25, 25-15 Golden set: 15-13 |
| 27 gennaio 2016 Sporthalle Einheit, Wiesbaden Durata: 1h:57 - Spettatori: 1425           | Wiesbaden            | 3 - 2 | Vilsbiburg         | 18-25, 25-18, 25-15, 22-25, 15-12            |
| 27 gennaio 2016 Trabzon 19 Mayıs Spor Salonu, Trebisonda Durata: 1h:08 - Spettatori: 400 | İdman Ocağı          | 3 - 0 | Franches-Montagnes | 25-20, 25-13, 25-21                          |
| 27 gennaio 2016 MZH Löhrenacker, Aesch Durata: 1h:45 - Spettatori: 880                   | Sm'Aesch Pfeffingen  | 3 - 1 | Hapoël Kfar Saba   | 22-25, 25-14, 25-21, 25-23                   |
| 26 gennaio 2016 Salle Marcadet, Parigi Durata: 1h:35 - Spettatori: 70                    | Saint-Cloud Paris SF | 3 - 1 | Olomouc            | 21-25, 25-8, 25-14, 25-17                    |
| 27 gennaio 2016 Volleyball-Sports Complex, Odincovo Durata: 1h:02 - Spettatori: 500      | Zareč'e Odincovo     | 3 - 0 | Eurosped           | 25-23, 25-7, 25-14                           |

#### Squadre qualificate
- CSM Bucarest
- Bursa BB
- Asteríx Kieldrecht
- Zareč'e Odincovo
- Saint-Cloud Paris SF
- Sm'Aesch Pfeffingen
- İdman Ocağı
- Wiesbaden

### Quarti di finale

#### Andata
| 9 febbraio 2016 De Meerminnen, Beveren Durata: 1h:18 - Spettatori: 320              | Asteríx Kieldrecht  | 0 - 3 | Bursa BB             | 13-25, 20-25, 22-25               |
| 9 febbraio 2016 Sporthalle Einheit, Wiesbaden Durata: 1h:17 - Spettatori: 1 600     | Wiesbaden           | 0 - 3 | CSM Bucarest         | 20-25, 22-25, 21-25               |
| 10 febbraio 2016 MZH Löhrenacker, Aesch Durata: 1h:18 - Spettatori: 1 200           | Sm'Aesch Pfeffingen | 0 - 3 | İdman Ocağı          | 15-25, 14-25, 15-25               |
| 9 febbraio 2016 Volleyball-Sports Complex, Odincovo Durata: 1h:59 - Spettatori: 950 | Zareč'e Odincovo    | 3 - 2 | Saint-Cloud Paris SF | 25-21, 20-25, 27-29, 25-20, 15-11 |

#### Ritorno
| 24 febbraio 2016 Bursa Atatürk Spor Salonu, Bursa Durata: 1h:47 - Spettatori: 300         | Bursa BB             | 3 - 1 | Asteríx Kieldrecht  | 25-17, 16-25, 25-18, 25-22 |
| 24 febbraio 2016 Elite & Performance Sport Hall, Bucarest Durata: 1h:16 - Spettatori: 350 | CSM Bucarest         | 3 - 0 | Wiesbaden           | 25-20, 25-14, 25-22        |
| 24 febbraio 2016 Trabzon 19 Mayıs Spor Salonu, Trebisonda Durata: 1h:16 - Spettatori: 650 | İdman Ocağı          | 3 - 0 | Sm'Aesch Pfeffingen | 27-25, 25-18, 25-23        |
| 24 febbraio 2016 Salle Marcadet, Parigi Durata: 1h:19 - Spettatori: 500                   | Saint-Cloud Paris SF | 0 - 3 | Zareč'e Odincovo    | 24-26, 23-25, 22-25        |

#### Squadre qualificate
- CSM Bucarest
- Bursa BB
- Zareč'e Odincovo
- İdman Ocağı

### Semifinali

#### Andata
| 9 marzo 2016 Bursa Atatürk Spor Salonu, Bursa Durata: 1h:48 - Spettatori: 610      | Bursa BB         | 1 - 3 | CSM Bucarest | 18-25, 25-16, 23-25, 22-25        |
| 9 marzo 2016 Volleyball-Sports Complex, Odincovo Durata: 1h:53 - Spettatori: 1 000 | Zareč'e Odincovo | 2 - 3 | İdman Ocağı  | 13-25, 25-14, 25-21, 20-25, 13-15 |

#### Ritorno
| 13 marzo 2016 Elite & Performance Sport Hall, Bucarest Durata: 1h:13 - Spettatori: 1 000 | CSM Bucarest | 3 - 0 | Bursa BB         | 25-22, 25-14, 25-14 |
| 13 marzo 2016 Trabzon 19 Mayıs Spor Salonu, Trebisonda Durata: 1h:21 - Spettatori: 700   | İdman Ocağı  | 3 - 0 | Zareč'e Odincovo | 25-18, 25-24, 25-22 |

#### Squadre qualificate
- CSM Bucarest
- İdman Ocağı

### Finale

#### Andata
| 30 marzo 2016 Elite & Performance Sport Hall, Bucarest Durata: 1h:35 - Spettatori: 600 | CSM Bucarest | 3 - 1 | İdman Ocağı | 20-25, 25-16, 25-16, 25-15 |

#### Ritorno
| 3 aprile 2016 Trabzon 19 Mayıs Spor Salonu, Trebisonda Durata: 1h:43 - Spettatori: 1 500 | İdman Ocağı | 1 - 3 | CSM Bucarest | 23-25, 13-25, 25-20, 20-25 |

#### Squadra campione
- CSM Bucarest